# Bai Sema

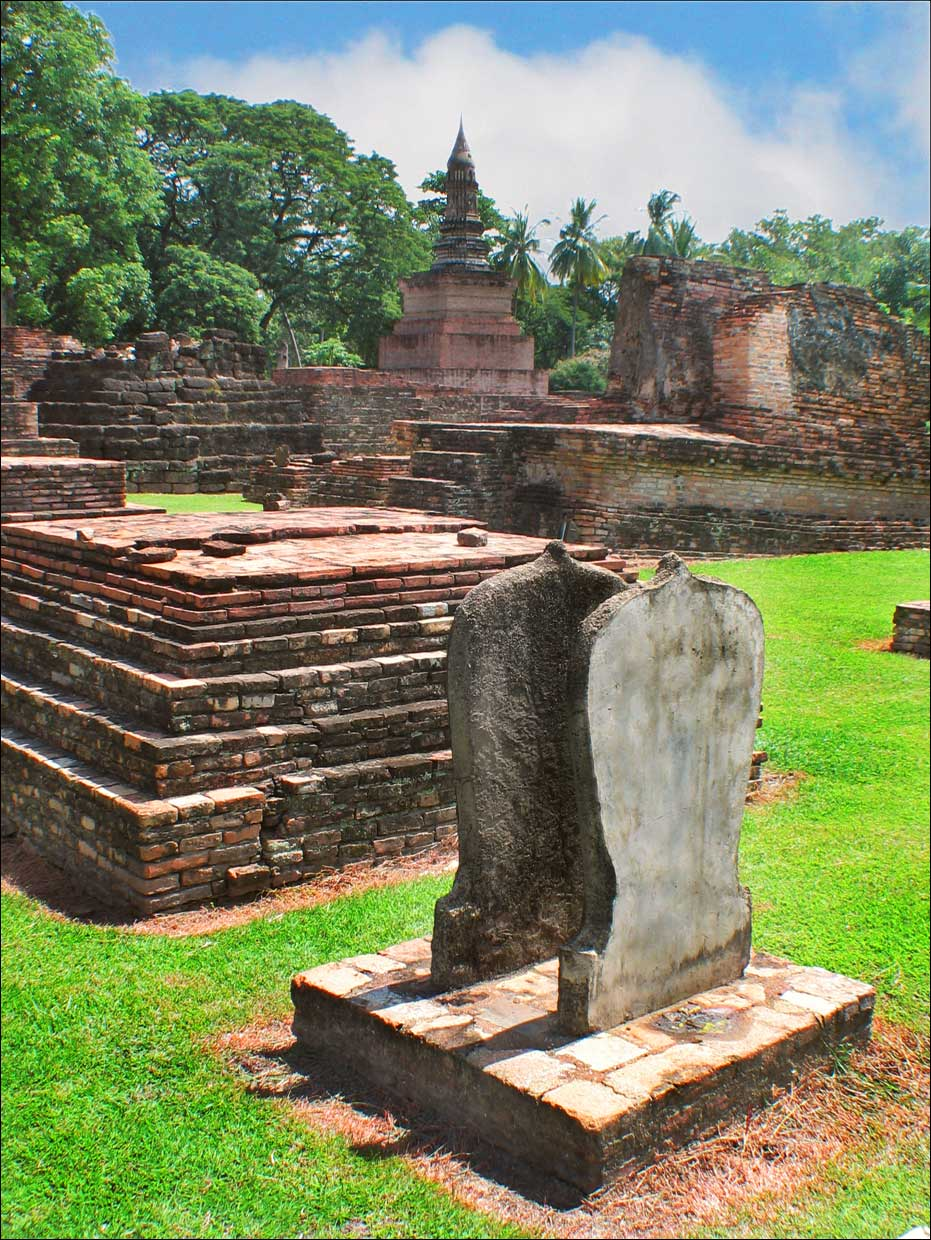
Bai Sema la Wat Mahathat

Bai Sema (thai: ใบเสมา) „pietre de hotar” erau destinate marcarea regiunilor sfinte într-un wat (îngrăditura cu un zid a unei construcții religioase în Thailanda, Laos, Cambodgia). Budha a stabilit în „Vinayana Pitaka” (Coșul disciplinei) teritoriile sfinte unde țin călugării ritualurile religioase. Aceste locuri trebuie să aibă o suprafață minimă în care au loc 21 de călugări la distanța unui braț unul de altul, acest teritoriu nu avea să fie mai mare, probabil ca perimetru de 3 „Yojana” (1 Yojana = ca. 16 km). Un astfel de teritoriu fiind numit „Buddhasima” marcat cu „Nimitta” (reper de marcare graniței) care putea să fie: o colină, stâncă, copaci. mușuri de furnci, ape, drumuri, păduri etc. In Thailanda această marcare a locului sfânt s-a făcut din secolul VI până în secolul IX frecvent cu „Bai Sema”.

## Imagini
|  |  |  |